# 攀登競賽

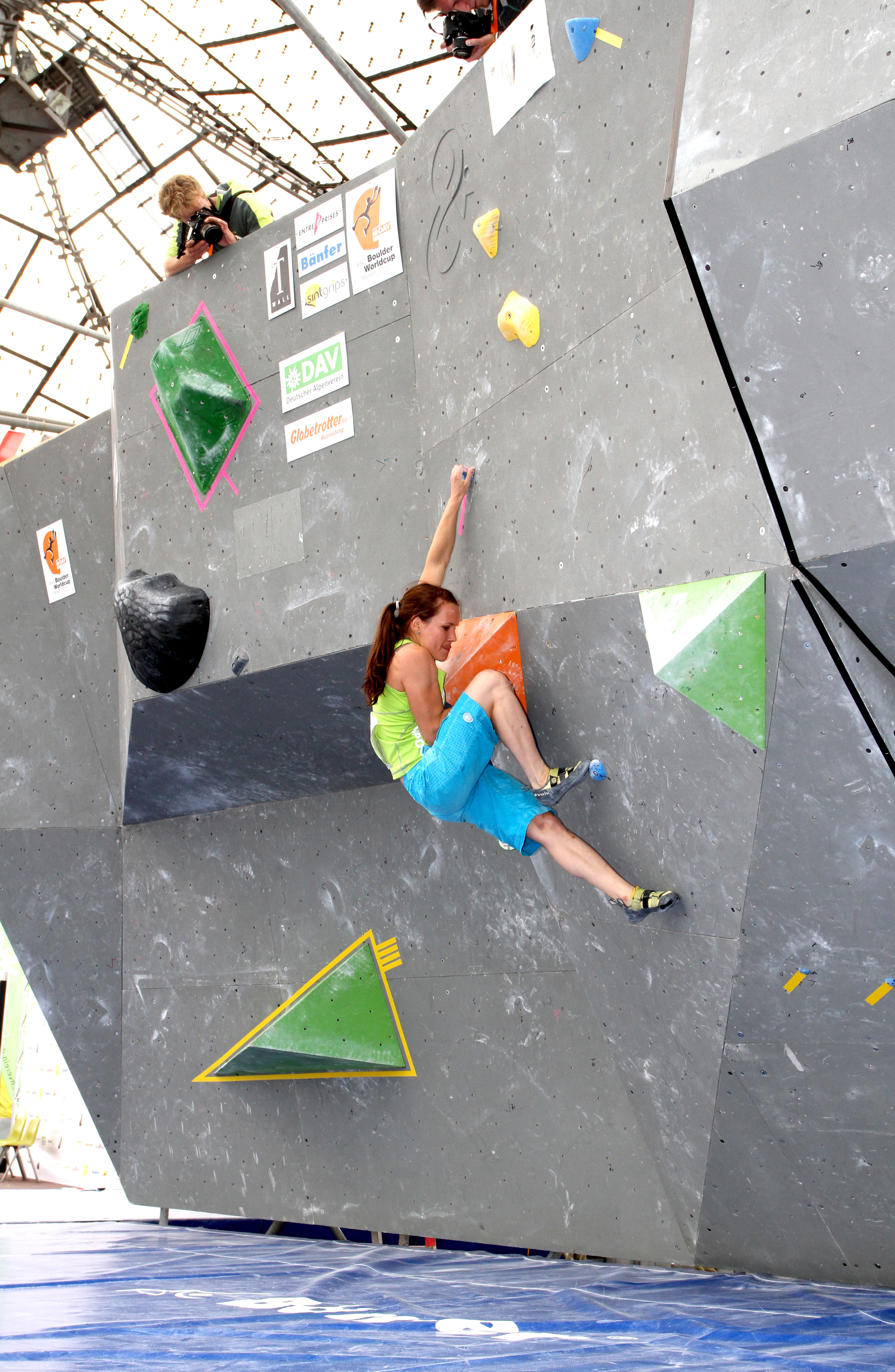
進行中的抱石比賽

攀登競賽（英語：Climbing Competition，或稱為競技攀登）是一種將運動攀登（英語：Sport Climbing）轉移到室內進行的競技運動。正式的攀登競賽主要分為三種項目，分別是速度攀登（Speed Climbing）、抱石（Bouldering）以及難度攀登（Lead Climbing），亦設有混合賽（Combined），計分方法為各項目排名中相乘，以得分較低者獲勝。
運動攀登的世界性頂級賽事由國際運動攀登總會（IFSC）統籌及主辦，包括世界攀登錦標賽（一年一度）及運動攀登世界盃（分站賽形式）。此項目在日本相當受歡迎，著名選手包括攀登女王野口啓代，以及有美日雙國籍的白石阿島等。因此，運動攀登成為2020年東京奧運會的五個新增項目之一，比賽項目為三項混合賽。
此外，於每年佛誕（農曆四月初八日）在香港長洲太平清醮結束後舉行的搶包山比賽也是著名的體育攀登競賽。

## 項目

### 速度賽
速度賽是混合賽的首項比賽，世錦賽正式項目。選手需要儘快從底部爬到最高點並按下感應器。在個人比賽中，選手先在初賽進行兩次（或更多）的計時賽，取成績較佳的一次，最佳的八名（世界盃則為16名）選手進入決賽圈。而在決賽中，參賽者會先按初賽總成績計算種子排名，然後會以1對8、2對7等一對一之對戰組合。晉級的四位選手會按照種子排名來再重新組成對戰組合，例如1勝8、2勝7、4勝5，但6勝3的情況下，則改為1對6及2對4而非1對4、2對6，如此類推，直至決出勝利者成為冠軍。由於這個項目所需要的技巧較其餘兩項低，因此很多頂級選手在速度賽的成績並不出色，反而成為技巧一般的速度型選手的搶分點。例如2019年世錦賽混合賽中取得冠軍的斯洛維尼亞選手揚佳·甘布雷特在速度賽只能排第6名，亞軍的野口啓代只能排第7名，在其餘兩項皆為列包尾（第8名）的波蘭選手則憑藉速度賽的第1名而成為最終殿軍。

### 抱石
抱石是世錦賽的正式項目，亦是混合賽的次項比賽。限時為4分鐘，比賽場地數為3組或4組，選手在無裝備的情況下以高技巧攀爬到頂點（Top），此外亦設有中點（Zone），選手在跌下後仍然可以不斷嘗試，直至時間不足。由於設有中段點的關係，選手即使不能上頂點亦有機會獲得中點的分數。在初賽和決賽的計分方法相若，選手各自嘗試後，會獲得_ T _ Z _ _ 之數據，例如3T4Z69，則是指一名選手在四張圖中取得3個頂點，4個中點（到達頂點必然到達中點），6和9分別是成功到達頂點和中點的嘗試次數（例如：跌下2次再嘗試成功後則為3次），頂點較多者為勝、若同分則比較中點，再同分則比較嘗試次數。在初賽若仍然同分則各自取半分，在決賽的計法則是初賽成績較佳者為先。抱石沒有安全措施，只使用軟墊讓選手能安全跌下，因此抱石的場地不會太高，反而有很多橫移的情境，因此非常考驗選手的柔韌性及技術。

### 難度賽
難度賽是世錦賽的正式項目，亦是混合賽的末項比賽。限時為6分鐘，只進行一場比賽，選手需要在限時內不斷向上攀登，只得一次嘗試機會，跌下便完結。由於難度賽的輔助物較少及刁鑽，因此與抱石一樣非常考驗選手的韌力和技術。選手上升時需要不斷把繩索懸掛在牆上的扣中。選手不斷上升時會由不同的計分點，較高者為先，若選手成功攀至頂點，則取花費時間較少者為勝。若出現同分（即多於一名選手在到達同一個計分點跌下），初賽中便會視為同分，決賽則會視初賽成績較佳者為先。

### 混合賽
在世界賽中的三種項目混合比賽則被視為最重要的比賽。在混合比賽中，會先分別進行三項目的初賽，在速度攀登中會以花費時間最少的為優先；抱石則為無繩的技巧攀爬，一般進行三場或四場，每場四分鐘時間，合共取得較佳成績者為優先，而跌下則可以再度嘗試；難度攀登則是在6分鐘內儘快爬到最高點，較高者為優先，若跌下便不能再嘗試。完成後，一般會以總成績的前六名或前八名晉身決賽，總成績的計算方式為將各項的排名相乘，分數較低者獲勝。
在決賽中首先進行的是速度賽，同樣地，參賽者會先按初賽總成績計算種子排名，然後按照種子決賽一對一之對戰組合。如是者，直至決出勝利者及進行季軍賽。而在首圈落敗的，則會以相同方式進行敗者組，並取終決出5、6、7、8名。
接著舉行的是抱石賽，在速度賽排名較低者先出場，在混合賽中一般會比賽3場，成績較佳者為先（計分方法可參照抱石一節）。
最後舉行的是難度賽，在前面兩項總分較高（排名較低）者先出場，計分方法類同，若在同一點跌下則以總成績領先者為先。
最終的計分將三項排名相乘。決賽的計分方法與初賽相若。不過，初賽會出現同分時，假設兩位選手均以相同成績在一個項目中取得第三名，則會各自取得3.5分。而在決賽中，若項目出現同分，則以初賽成績較佳者取得較高排名。總成績出現同分，則取兩項排名較高者為先。例如選手A在三項分別取得6、2、1名，選手B則取得2、3、4名，由於選手A在兩項成績較高，因此選手A的排名高於選手B。混合比賽中絕對不會出現兩名選手同分後仍不能決勝的情況，由於排名是必定會分先後的，因此兩位選手比較下必然會產生2:1的局面。不過若有三名或以上的選手同分，則是有可能的，選手C取得1、6、2名，選手D則取得4、2、3名，便會出現多人同分的情況。此時則只能取在初賽中成績較佳的選手為優勝者。

## 其他攀登賽事

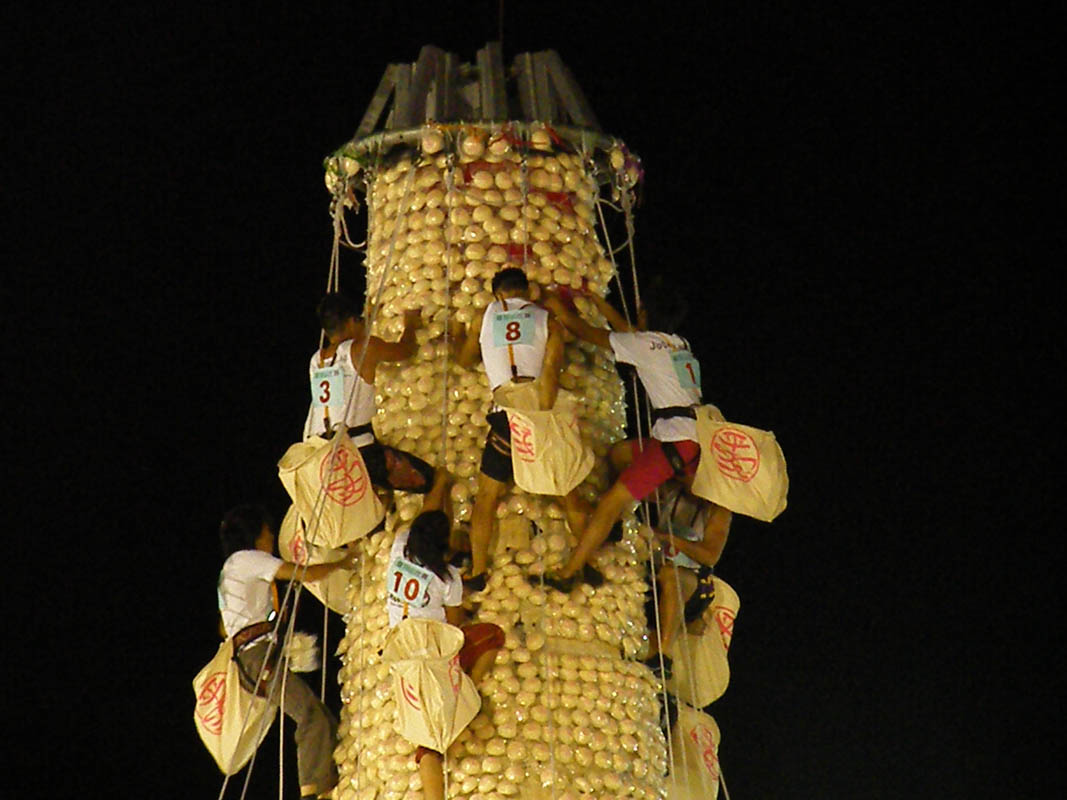
2010年舉行的長洲搶包山比賽

於每年佛誕（農曆四月初八日）在香港長洲太平清醮結束後舉行的搶包山比賽也是著名的體育攀登競賽。該比賽源自傳統搶包山民俗，於1978年因發生意外後遭英屬香港政府停辦，直至2005年方由香港長洲太平清醮值理會及香港特區政府康樂及文化事務署復辦。參賽者須在3分鐘內爬上包山搶包子及返回地面，逾時不能返回地面者作落敗論。包山的包子分為3層，最上層包子每個9分，中層每個3分，下層每個1分，在3分鐘內搶到包子總分最高的為冠軍。比賽場地只容許1000人現場觀賽。